# Tara Duncan (série télévisée d'animation, 2021)
Pour les articles homonymes, voir Tara Duncan.
Pour la série de 2010, voir Tara Duncan (série télévisée d'animation, 2010).
Production
Diffusion
Tara Duncan est une série d'animation française en 52 épisodes de 13 minutes réalisée par Dan Creteur et Sophie Audouin-Mamikonian d'après la série de romans homonyme. 
Elle est diffusée sur Disney Channel depuis le 4 décembre 2021, sur la RTS 1 (chaîne Suisse) depuis le 26 décembre 2021 et sur Gulli depuis le 6 février 2022,, et au Québec, la série est actuellement en diffusion à Télé-Québec.
Une seconde saison est en préparation.

## Synopsis
Tara Duncan est une jeune fille ordinaire ayant grandi sur Terre. En se rendant sur AutreMonde, une planète magique, elle apprendra à contrôler ses pouvoirs naissants afin d’aider sa famille à protéger le luxuriant empire d’Omois dont elle est l’Héritière.
Elle se rend à l’école supervisée par un dragon et rencontre ses amis, le MagicGang. Ensemble ils remplissent de nombreuses missions et affrontent leurs ennemis, comme le terrible Magister qui en a après Tara dans l’espoir de lui voler ses pouvoirs afin de conquérir AutreMonde.
Au-delà de ses missions, Tara mène une quête personnelle : trouver un remède pour sauver son grand-père qui s’est malencontreusement transformé en chien.

## Fiche technique
- Titre : Tara Duncan ; Tara Duncan, les Sortceliers (titre alternatif)
- Réalisation : Dan Creteur et Sophie Audouin-Mamikonian
- Bible littéraire : Sophie Audouin-Mamikonian
- Bible graphique : Sophie Audouin-Mamikonian
- Direction artistique : Dan Creteur
- Stoyboards : David Cazeaux
- Studio d'animation : Atlantis Animation
- Musique : Fabrice Aboulker et Damien Roche
  - Générique AutreMonde, écrit par Sophie Audouin-Mamikonian et Cécile Gabrie, composé par Fabrice Aboulker et Damien Roche et interprété par Loryn Nounay
- Production : Sophie Audouin-Mamikonian
  - Production exécutive : Catherine Macresy-Estevan
- Société de production : Princess Sam Pictures[1]
- Pays d'origine :  France
- Langue : français
- Format : couleur - Full HD - 16/9 - son stéréo
- Genre : fantasy
- Nombre d'épisodes : 52 (1 saison)
- Durée : 13 minutes
- Dates de première diffusion : 4 décembre 2021 (France)

## Distribution

### Voix françaises
- Kaycie Chase : Tara
- Élodie Menant : Cal
- Clara Soares : Sparrow
- Emmylou Homs : Sparrow (ép. 4 et 5)
- Gabriel Bismuth-Bienaimé : Robin
- Julien Meunier : maître Chem
- Arnaud Léonard : Magister
- Vanessa Van Geneugden : Lisbeth
- Fred Colas : Mani
- Dorothée Pousséo : Angelica
- Anaïs Delva : Carole

Direction artistique : Nathalie Homs

### Voix anglaises
- Kaycie Chase : Tara
- Barbara Weber-Boustani : Cal
- Alexie Kendrick : Sparrow / Lisbeth
- Bruce Sherfield : Robin
- David Gasman : maître Chem / Magister
- Douglas Rand : Mani
- Tiffany Hofstetter : Angelica
- Sharon Mann : Carol
- Andy Chase : Xandiar

Direction artistique : Andy Chase

## Épisodes
| Saison | No épisode | Titre (VF)                | Date première diffusion (VF) | Chaîne première diffusion (VF) |
| ------ | ---------- | ------------------------- | ---------------------------- | ------------------------------ |
| 1      | 1          | AutreMonde                | 04 décembre 2021             | Disney Channel                 |
| 1      | 2          | L'Arbre maudit            | 04 décembre 2021             | Disney Channel                 |
| 1      | 3          | La Bête du Lancovit       | 08 janvier 2022              | Disney Channel                 |
| 1      | 4          | Les Couleurs              | 08 janvier 2022              | Disney Channel                 |
| 1      | 5          | Les Vaches dorées         | 08 janvier 2022              | Disney Channel                 |
| 1      | 6          | L'Oiseau sublime          | 15 janvier 2022              | Disney Channel                 |
| 1      | 7          | La Plante Camelin         | 15 janvier 2022              | Disney Channel                 |
| 1      | 8          | Les Spachounes            | 15 janvier 2022              | Disney Channel                 |
| 1      | 9          | Le Sceptre des centaures  | 19 septembre 2022            | RTS Un                         |
| 1      | 10         | Fafnir                    | 22 janvier 2022              | Disney Channel                 |
| 1      | 11         | Les Magicazes             | 19 septembre 2022            | RTS Un                         |
| 1      | 12         | Le Livre qui sait tout    | 22 janvier 2022              | Disney Channel                 |
| 1      | 13         | Bébé Chem                 | 14 avril 2022                | RTS Un                         |
| 1      | 14         | Les Nains guerriers       | 14 avril 2022                | RTS Un                         |
| 1      | 15         | Le Violoniste             | 29 janvier 2022              | Disney Channel                 |
| 1      | 16         | Le Mémorus                | 29 janvier 2022              | Disney Channel                 |
| 1      | 17         | Entraîneur Angelica       | 15 avril 2022                | RTS Un                         |
| 1      | 18         | Le Palais aux pâtisseries | 15 avril 2022                | RTS Un                         |
| 1      | 19         | La Tornade                | 19 septembre 2022            | RTS Un                         |
| 1      | 20         | Peureuse Sheeba           | 18 avril 2022                | RTS Un                         |
| 1      | 21         | Le Sceptre de maître Chem | 18 avril 2022                | RTS Un                         |
| 1      | 22         | La Potion                 | 20 septembre 2022            | RTS Un                         |
| 1      | 23         | Le Tableau                | 18 avril 2022                | Disney Channel                 |
| 1      | 24         | Magister recrute          | 19 avril 2022                | Disney Channel                 |
| 1      | 25         | Tara sur le trône         | 9 octobre 2022               | Disney Channel                 |
| 1      | 26         | Où est le minerai ?       | 29 novembre 2022             | Gulli                          |
| 1      | 27         | L'Elfe sur la couverture  | 19 avril 2022                | RTS Un                         |
| 1      | 28         | La Puissance des fleurs   | 16 octobre 2022              | Disney Channel                 |
| 1      | 31         | Omois contre Lancovit     | 1er décembre 2022            | Disney Channel                 |
| 1      | 32         | Fafnir et la Magie        | 20 avril 2022                | RTS Un                         |
| 1      | 33         | Les Jardiniers            | 1er décembre 2022            | Disney Channel                 |
| 1      | 34         | La Théière                | 16 octobre 2022              | Disney Channel                 |
| 1      | 35         | La Course de Fafnir       | 21 avril 2022                | RTS Un                         |
| 1      | 37         | Les Journaux intimes      | 22 avril 2022                | RTS Un                         |
| 1      | 38         | Le Retour de dame Kali    | 16 octobre 2022              | Disney Channel                 |
| 1      | 39         | Échangés                  | 16 octobre 2022              | Disney Channel                 |
| 1      | 40         | Le Grand Oiseau d'or      | 22 avril 2022                | RTS Un                         |
| 1      | 43         | L'Ogre                    | 16 octobre 2022              | Disney Channel                 |
| 1      | 51         | Magister et la Bête       | 22 avril 2022                | RTS Un                         |
| 1      | 52         | Carole nouvelle star      | 10 novembre 2022             | Disney Channel                 |

## Diffusion
Les deux premiers épisodes ont été diffusés le 04 décembre 2021 sur Disney Channel France avant que la série ne s'inscrive dans la grille des programmes dès le mois de janvier 2022. La chaîne française Gulli a diffusé les 6 premiers épisodes le 6 février 2022 avant une diffusion plus régulière à partir du mois d'avril 2022.
La RTS Un, chaine Suisse, a commencé sa diffusion le 26 décembre 2021 avec un épisode par jour pendant quatre jours, avant de reprendre la diffusion au mois d'avril 2022.
DeAKids, chaîne italienne du groupe De Agostini, a diffusé le premier épisode le 11 avril 2022.
Chacune de ces chaînes propose également un service de replay.

## Personnages

### Principaux

#### Tara
Tara, 11 ans, est une fille ordinaire qui, après avoir passé son enfance sur Terre, est transportée sur AutreMonde afin d’apprendre à contrôler ses pouvoirs magiques naissants. Ce départ est précipité par la transformation malencontreuse de son grand-père en labrador.
Étant l'héritière du trône impérial d’Omois, duquel sa tante est Impératrice, elle s'installe au palais impérial où elle suit les cours de Maître Chem et se fait de nouveaux amis.
Elle est très maladroite et a tendance à provoquer autant de catastrophes qu’elle n’en résout. Ses pouvoirs magiques, héritage de la famille impériale, sont les plus puissants au monde, lui permettant de protéger l’empire et ses proches.

#### Cal
Cal, 11 ans, est un apprenti Voleur Patenté usant de ses charmes et de son humour.
Fils d’une Voleuse Patentée, il rêve d’en devenir un à son tour. Cal est capable de réaliser d’incroyables prouesses physiques grâce à son entraînement et à son agilité naturelle. Même sans sa magie, il reste un maître du déguisement, capable de passer inaperçu en toute circonstance. Il est doué avec les nouvelles technologies et invente constamment de nouveaux gadgets, même s’ils ne fonctionnent pas toujours comme prévu.
Il sait comment détendre les situations les plus tendues grâce à son sens de l’humour ravageur. Il adore faire des farces à ses amis, ses ennemis et ses professeurs.

#### Sparrow
Gloria alias Sparrow, 11 ans, est la meilleure amie de Tara et est un savant mélange d’une douce jeune fille et d’une Bête !
Grâce à l’influence de ses parents, chercheurs, elle est une véritable encyclopédie sur l’histoire et les langues d’AutreMonde. Elle est également la descendante de la Belle et la Bête, ce qui lui permet de se transformer en une bête extraordinaire quand elle le souhaite, et même quand elle ne le souhaite pas. Elle est très timide sous sa forme humaine et bégayait avant que Tara ne l’aide à regagner confiance en elle.

#### Robin
Robin, 13 ans, demi-elfe, est un élève brillant et un archer talentueux.
Agile physiquement et mentalement grâce à son héritage elfique, Robin est doué pour résoudre les énigmes et réfléchir de façon rationnelle. Il est un contrepoids à Tara et Cal qui sont souvent impulsifs.
Comme tous les elfes, Robin jouit d’une grande proximité avec les plantes et est capable de communiquer avec elle. Il est plutôt sensible et un parfait gentleman. Comme il n’arrive pas à cacher ses émotions, Cal adore le taquiner.

#### Fafnir
Fafnir est une guerrière et Sortcelière de talent, ce qui lui déplaît fortement car, comme tous les nains, elle n’aime pas la magie. Elle n’a donc de cesse de chercher à s’en débarrasser, et si elle peut taper sur deux ou trois ennemis à l’aide de son fidèle marteau, elle en sera ravie. Fille du roi des nains, elle est plus franche que diplomate. Son caractère impulsif et belliqueux ne l’empêche pas de faire preuve de tendresse et d’une grande perspicacité.

### Secondaires

#### Maître Chem
Maître Chem est un vieux dragon travaillant au service de l’Impératrice d’Omois en tant que professeur de magie. Il est le mentor de Tara dont il prend souvent la défense et il l’aide à gagner confiance en elle en respectant ses compétences et ses opinions. Sous ses côtés farfelus, il a un grand sens de la diplomatie quand ses émotions ne lui jouent pas des tours.

#### Mani
Mani est le grand-père adoré de Tara qui s’est malencontreusement transformé lui-même en chien en cherchant à devenir immortel. Bien qu’étourdi et paresseux, il est très encourageant et témoigne d’un esprit très inventif. Il est également très gourmand.

#### Lisbeth
Lisbeth est l’Impératrice d’Omois et l’une des femmes les plus importantes d'AutreMonde et une Sortcelière très puissante. En raison de son caractère strict, elle a du mal à tisser des liens avec sa nièce Tara, mais elle veille sur elle avec attention. Elle assure la sécurité de son peuple et gouverne de façon réfléchie.

#### Angelica
Angelica est une Sortcelière redoutablement intelligente qui parvient toujours à tourner les choses à son avantage, n'hésitant pas à mentir, tricher ou manipuler pour parvenir à ses fins. Elle a pris Tara en grippe dès leur première rencontre. Jalouse de ses compétences et de son titre, elle la considère comme sa rivale. Bien que prétentieuse, elle cache en vérité beaucoup d'insécurités.

#### Xandiar
Chef des gardes au palais d'Omois et bras droit de l'Impératrice, Xandiar est un Thug à quatre bras, très compétent.

### Antagonistes

#### Magister
Son identité est sans doute le secret le mieux gardé de tout AutreMonde. Son seul objectif est de prendre le contrôle du monde. Pour ce faire, il a besoin des incroyables pouvoirs de Tara. Il passe donc l’essentiel de son temps à essayer de la piéger en usant de ses fidèles serviteurs : les Sangraves. Les capacités de Tara à s’échapper à tous les coups le rendent fou furieux et ce sont ses Sangraves qui en payent généralement le prix.

#### Les Sangraves
Les sbires de Magister se font remarquer par leur dévotion envers leur maître et leur incompétence notoire. Ils tentent désespérément de s'en prendre à Tara et ses amis en n'hésitant pas à infiltrer le palais.

## Travail d'adaptation
Présentée comme une adaptation du tome 1 de Tara Duncan, plusieurs aspects propre au roman ont dû être adaptés au format. Cette série n'étant pas feuilletonnante, des éléments narratifs et chronologiques ont dû être modifiés afin de rendre compréhensible le visionnage des épisodes dans le désordre (mode de diffusion fréquent lors des rediffusions sur les chaînes télé). La quantité de personnages présents dans les romans a également été réduite à l'écran bien que la série propose une diversité et une quantité de personnages presque inédites pour une série télévisée,.
Cette adaptation a également pour objectif de toucher un public légèrement plus jeune que celui auquel s'adresse les romans, ce qui a entraîné certains choix dans l'écriture et la réalisation des épisodes.
Sophie Audouin-Mamikonian étant à l'origine de cette adaptation, l'essentiel de l'univers propre à AutreMonde, ses codes, ses peuples et ses spécificités, a été intégré à ce projet sous sa supervision.